# Paranoid and Sunburnt
Albums de Skunk Anansie
Stoosh
(1996)
Singles
1. Little Baby Swastikka
Sortie : novembre 1994
2. Selling Jesus
Sortie : 25 mars 1995
3. I Can Dream
Sortie : 17 juin 1995
4. Charity
Sortie : 2 septembre 1995
5. Weak
Sortie : 27 janvier 1996
6. Charity
Sortie : 27 avril 1996 (nouvelle publication)

Paranoid and Sunburnt est le premier album studio du groupe britannique de rock alternatif Skunk Anansie sorti le 21 septembre 1995 sur le label One Little Indian Records.

## Contexte
Paranoid and Sunburnt est enregistré en 1995 en six semaines dans le Buckinghamshire au Great Linford Manor Studios. Il est enregistré et produit par le groupe et Sylvia Massy, une productrice et ingénieur du son américaine qui se fit connaître en produisant notamment Undertow, le premier album de Tool. Il paraît sur le label indépendant londonien One Little Indian Records, distribué par la major Virgin.
Robbie France (en), le batteur, quitte le groupe peu après la fin de l'enregistrement pour rejoindre le groupe allemand Alphaville, il n'apparaît d'ailleurs pas sur la pochette de l'album. Il est remplacé par Mark Richardson (ex- Little Angels (en)) que le groupe rencontre à la cérémonie des Kerrang! Awards où il reçoit la récompense du meilleur nouveau groupe anglais.
Au Royaume-Uni, l'album atteint la 8e place des charts, et il reste 32 semaines dans le classement.

## Accueil critique
Roch Parisien, d'AllMusic, donne 3 étoiles sur 5 à Paranoid and Sunburnt, affirmant que les paroles mettent en avant « un programme social convaincant » mais qui manque de subtilité et que la musique est « musclée et intéressante ». Marc Besse des Inrockuptibles estime que « le rock de Skunk Anansie vibre comme un boyau que l’on vient de pincer, prend position et rejoint le radicalisme du hardcore-metal » et que les « textes furieux » « chroniquent le quotidien d’une dérive sociale à son paroxysme » et « dénoncent les postures condescendantes des intellectuels et des politiques face à la dégénérescence du lien social ». Davey Boy, de Sputnikmusic, lui donne 3,5 étoiles sur 5, mettant particulièrement en avant I Can Dream, qui fait partie pour lui des « morceaux les plus accrocheurs et sous-estimés des années 1990 », ainsi que It Takes Blood & Guts To Be This Cool But I'm Still Just a Cliche, Intellectualise My Blackness et Charity.

## Liste des chansons
Toutes les chansons sont écrites et composées par Skin et Len Arran (sauf mention contraire).
| No  | Titre                                                        | Auteur                  | Durée |
| --- | ------------------------------------------------------------ | ----------------------- | ----- |
| 1.  | Selling Jesus                                                |                         | 3:45  |
| 2.  | Intellectualise My Blackness                                 |                         | 3:45  |
| 3.  | I Can Dream                                                  |                         | 3:31  |
| 4.  | Little Baby Swastikka                                        |                         | 4:04  |
| 5.  | All In the Name of Pity                                      |                         | 3:23  |
| 6.  | Charity                                                      |                         | 4:23  |
| 7.  | It takes Blood & Guts To Be this Cool But I'm Still a Cliche |                         | 4:12  |
| 8.  | Weak                                                         | Skin, Ace, Cass, France | 4:12  |
| 9.  | And Here I Stand                                             | Skin, Ace, Cass, France | 5:14  |
| 10. | 100 Ways To Be a Good Girl                                   |                         | 3:58  |
| 11. | Rise Up                                                      |                         | 4:05  |

## Interprètes
- Skin (Deborah Dyer) : chant
- Ace (Martin Ivor Kent): guitare
- Cass (Richard Keith Lewis): basse
- Robbie France: batterie, percussions

## Charts et certifications

### Album
Charts
| Pays                          | Durée du classement | Meilleur classement | Date               |
| ----------------------------- | ------------------- | ------------------- | ------------------ |
| Allemagne (GfK Entertainment) | 37 semaines         | 37e                 | 7 avril 1997       |
| Autriche (Ö3 Austria Top 40)  | 14 semaines         | 19e                 | 1er septembre 1996 |
| Écosse (Scottish Album Chart) | 29 semaines         | 14e                 | 30 septembre 1995  |
| Pays-Bas (MegaCharts)         | 30 semaines         | 22e                 | 15 juin 1996       |
| Belgique (V) (Ultratop)       | 34 semaines         | 8e                  | 30 mars 1996       |
| Belgique (W) (Ultratop)       | 7 semaines          | 24e                 | 10 août 1996       |
| Norvège (VG-lista)            | 3 semaines          | 34e                 | 5 août 1996        |
| Suède (Sverigetopplistan)     | 32 semaines         | 7e                  | 15 mars 1996       |
| Royaume-Uni (UK Albums Chart) | 52 semaines         | 8e                  | 30 septembre 1995  |

Certification
| Pays        | Ventes    | Certification | Date         |
| ----------- | --------- | ------------- | ------------ |
| Pays-Bas    | 50 000 +  | Or            | 1997         |
| Royaume-Uni | 300 000 + | Platine       | 14 août 1998 |

### Singles
| Single        | Chart             | Durée du classement | Position | Date            |
| ------------- | ----------------- | ------------------- | -------- | --------------- |
| Selling Jesus | UK Singles Chart  | 2 semaines          | 46e      | 25 mars 1995    |
| I Can Dream   | UK Singles Chart  | 2 semaines          | 41e      | 17 juin 1995    |
| Weak          | UK Singles Chart  | 5 semaines          | 20e      | 27 janvier 1996 |
| Weak          | Mega Top 50       | 8 semaines          | 31e      | 11 mai 1996     |
| Weak          | Sverigetopplistan | 21 semaines         | 12e      | 12 avril 1996   |
| Charity       | UK Singles Chart  | 2 semaines          | 40e      | 27 avril 1996   |